# Purple Passages
A Purple Passages a Deep Purple 1972-es válogatásalbuma. Az album 1968-69-ből, az első felállás (Mk. I) idejéből származó számokat tartalmaz. A lemez az USA-ban jelent meg a Tetragrammaton Records által kiadott anyagokból.

## Számok listája
1. And The Address (Blackmore/Lord) – 4.53
2. Hey Joe (trad., arr. Lord/Evans/Simper/Paice/Blackmore) – 6.57
3. Hush (Joe South) – 4.20
4. Emmeretta (Lord/Blackmore/Evans) – 2.58
5. Chasing Shadows (Lord/Paice) – 5.31
6. The Bird Has Flown (Evans/Blackmore/Lord) – 5.30
7. Why Didn't Rosemary? (Blackmore/Lord/Evans/Simper/Paice) – 5.00
8. Hard Road (Wring That Neck) (Blackmore/Lord/Simper/Paice) – 5.11
9. The Shield (Blackmore/Evans/Lord) – 6.02
10. Mandrake Root (Blackmore/Evans/Lord) – 6.03
11. Kentucky Woman (Neil Diamond) – 4.44
12. April (Blackmore/Lord) – 12.03

## Előadók
- Ritchie Blackmore – szólógitár
- Rod Evans – ének
- Jon Lord – billentyűk
- Ian Paice – dob
- Nick Simper – basszusgitár